# Krkonošsko-jesenická subprovincie

Geografické členění Sudet

Krkonošsko-jesenická subprovincie (též Sudetská subprovincie nebo subprovincie Sudety (zkráceně Sudety), Sudetská pohoří nebo Sudetské pohoří, německy Sudeten, polsky Sudety, anglicky Sudetes) - pohoří, vyšší geomorfologická jednotka v severovýchodních Čechách, na severu Moravy, v českém Slezsku a také v jihovýchodním Sasku a jihozápadním Polsku, jedna ze šesti subprovincií České vysočiny.

## Členění
Krkonošsko-jesenická subprovincie (dříve soustava) se člení dále na tyto oblasti (dříve podsoustavy) a celky:
- Krkonošská oblast (Západní Sudety, Západosudetská oblast)
  - Westlausitzer Vorberge (Západolužické podhůří)
  - Lausitzer Gefilde (Lužická niva)
  - Ostlausitzer Vorberge (Východolužické podhůří)
  - Šluknovská pahorkatina (Lausitzer Bergland, Lužická hornatina, Łužiske hory)
  - Lužické hory (Lausitzer Gebirge, Zittauer Gebirge, Žitavské hory)
  - Žitavská pánev (Liberecká pánev, Zittauer Becken, Obniżenie Żytawsko-Zgorzeleckie, Žitavsko-zhořelecká sníženina)
  - Ještědsko-kozákovský hřbet (Jeschken-Kosakow-Kamm)
  - Jizerské hory (Góry Izerskie, Isergebirge)
  - Frýdlantská pahorkatina (Pogórze Izerskie)
  - Pogórze Kaczawskie (Kačavské podhůří)
  - Kačavské hory
  - Kotlina Jeleniogórska (Hirschberger Tal, Jelenohorská kotlina)
  - Janovické rudohoří (Landeshuter Kamm)
  - Krkonoše (Karkonosze), též Vysoké Sudety
  - Krkonošské podhůří

- Orlická oblast (Střední Sudety, Středosudetská oblast)
  - Broumovská vrchovina (Braunauer Bergland)
  - Orlické hory (pol. Góry Orlickie, Adlergebirge)
  - Podorlická pahorkatina (pol. Pogórze Orlickie)
  - Kladská kotlina (pol. Kotlina Kłodzka, Glatzer Kessel)

- Jesenická oblast, také Východní Sudety, Východosudetská oblast (něm. Ostsudeten, pol. Sudety Wschodnie)
  - Zábřežská vrchovina (něm. Hohenstädter Bergland)
  - Mohelnická brázda (něm. Müglitzer Furche)
  - Hanušovická vrchovina (něm. Hannsdorfer Bergland)
  - Králický Sněžník (něm. Glatzer Schneegebirge, pol. Masyw Śnieżnika)
včetně Bělských vrchů (něm. Bielengebirge, pol. Góry Bialskie)
  - Rychlebské hory (něm. Reichensteiner Gebirge, pol. Góry Złote)
  - Zlatohorská vrchovina (něm. Oppagebirge, pol. Góry Opawskie)
  - Hrubý Jeseník (něm. Altvatergebirge, Hohes Gesenke, pol. Wysoki Jesionik)
  - Nízký Jeseník (něm. Niederes Gesenke, pol. Niski Jesionik)

- Krkonošsko-jesenické podhůří (Sudetské podhůří, pol. Przedgórze Sudeckie)
  - Vidnavská nížina (Widnauer Flachland)
  - Žulovská pahorkatina

## Vysoké Sudety
V rámci Sudet lze vyčlenit Vysoké Sudety, k nimž patří Krkonoše, Králický Sněžník a Hrubý Jeseník. Tato tři pohoří se tyčí nad horní hranicí lesa.

## Sudetská vs. krkonošsko-jesenická

Polská část Sudet a její členění

Pojmy Sudety, sudetský aj. odvozeniny původně měly a dodnes mají geografický, úžeji fyzickogeografický, geologický a geobotanický obsah. Jméno Sudety, resp. pojmy jako Sudetská soustava a ostatní jeho odvozeniny (Západní Sudety, Východní Sudety aj.), je vžitý geografický název, po staletí užívaný pro označení horské soustavy táhnoucí se zhruba od Šluknovského výběžku (Lužických hor; resp. od Drážďanské kotliny) až po Nízký Jeseník (resp. po Moravskou bránu). Nemíval žádnou politickou náplň, natož územněsprávní obsah. Z hlediska historické geografie a geografie vůbec se jedná o terminus technicus. Poprvé se objevil v podobě Sudéta óre na Ptolemaiově mapě světa z 2. století našeho letopočtu. Jméno je to zřejmě původu keltského, v překladu znamená les kanců. Uvedená mapa jím označovala vedle Gabréty (Šumavy) jedno z horstev ve střední Evropě, patrně Krušné hory a přilehlá pohoří. Jako „Sudeta Montes“ se tento pojem objevil v jeho spise Geographika Hyphegesis.
Pojem Sudety se pak znovu objevil v literatuře a mapách období humanismu opět jako vymezení výše zmíněné horské soustavy. Zdomácněl nejen v německé, polské a jiné geografické, historické, biologické, geologické i statistické literatuře. Byl ovšem běžně používán i v českých odborných publikacích geografických, geobotanických apod. Použil jej například i přírodovědec a statistik Karel Kořistka ve své tehdy unikátní rajonizaci zemědělství Čech ze 70. let 19. století.
Po roce 1945 najdeme název Sudetská horská soustava v práci Jana Hromádky o orografickém členění Československa, jakož i v první naší poválečné syntéze geografie Československa z roku 1960, jejímiž autory byli Vlastislav Häufler, Jaromír Korčák a Václav Král. Málokdo asi ví, že v návrhu geomorfologického členění Česka z počátku sedmdesátých let 20. století, vypracovaném Geografickým ústavem Čs. akademie věd (v roce 1993 byl zrušen), byla oblast od Lužických hor po Jeseníky logicky opět označena jako Sudetská soustava. Celé toto členění bylo schváleno Názvoslovnou komisí při Českém úřadu geografickém a kartografickém v Praze a předloženo mezinárodní konferenci OSN pro standardizaci geografického názvosloví. Na zákrok našich politických orgánů, které „reagovaly na stížnosti pracujících“ (Např. v sovětském tisku byly vedeny různé útočné kampaně. Do oficiálních novin psali „rozhořčení dělníci“, kteří požadovali, aby Kreml proti „nestoudnému nepříteli lidu“ zakročil. Samozřejmě že autory článků ve skutečnosti nebyli žádní dělníci. Dopisy sepisovali propagandisté pracující (v 70. letech 20. stol.) pro Michaila Suslova, obávaného hlavního ideologa Komunistické strany Sovětského svazu.; více ve článku o sociogeografickém pojmu Sudety), však musel být pojem Sudetská soustava z tohoto členění stažen a nahrazen pojmem Krkonošsko-jesenická soustava. Toto označení je proto v každém našem dnešním atlase pro školy, protože se již vžilo. Naproti tomu třeba polská a světová geografie používá označení Sudety do současnosti.

V roce 1979 došlo ke sjednocení geomorfologického členění ČSR a SSR, při němž došlo k určitým změnám. Místo termínů „soustava“ a „podsoustava“ byly zavedeny pojmy „subprovince“ (tedy před r. 1979 'soustava') a „oblast“. K nejvýznamnějším změnám patří přejmenování Sudetské soustavy ('Sudety') na Krkonošsko-jesenickou subprovincii, podsoustavy Západosudetské ('Západní Sudety') na Krkonošskou oblast, podsoustavy Středosudetské ('Střední Sudety') na Orlickou oblast, podsoustavy Východosudetské ('Východní Sudety') na Jesenickou oblast a Sudetského podhůří na Krkonošsko-jesenické podhůří. Základní jednotkou členění z roku 1979 je geomorfologický celek, jednotkami vyšších řádů jsou oblasti, subprovincie, provincie, subsystém a systém.
Oronyma doporučená v České republice vycházejí z geomorfologické struktury Českého masivu a Západních Karpat (Demek a kol. 1987, Český úřad zeměměřický a katastrální 1996). Vyvýšené okraje geologické struktury Českého masivu tvoří po staletí zároveň politicko-administrativní hranice, kterými byly příslušné hornatiny podélně rozděleny na části patřící v současné historické epoše pěti suverénním státům - Rakousku, Německu, Česku, Polsku a Slovensku. Názvy jedné a téže hornatiny (resp. soustavy hornatin) se tvořily na dvou či třech jejích stranách, v různém histrorickém kontextu a sémantickém prostředí. Vzniklé a do literatury proniklé názvy se proto vztahují buď (1) jen k části hornatiny ležící na území jednoho ze států , nebo (2) k celému geomorfologickému celku po obou či třech stranách politické hranice, nebo (3) se různě překrývají. Členitý a dlouhý pás pohoří na hranicích Německa, Polska a Čech (s přesahem do Moravy) - Krkonošsko-jesenická soustava - má v anglických atlasech bez výjimky přeshraniční název se slovním základem „sud“: Sudety / Sudeten / Sudeten Highlands / Sudetes. Zatímco v polské vědecké literatuře a produkci map zůstal starý geografický, geologický a botanický název Sudety (Sudeti montes) pevně zakotven, podle Jana Jeníka čeští geografové (viz Jaromír Demek, 1987) a nejnověji i fytogeografové (viz Slavomil Hejný a Bohumil Slavík, 1988)) opustili dříve běžné a sjednocující názvy sudety / sudetský - patrně v důsledku jejich politického zneužití v období druhé světové války. Anglické atlasy vypovídají zřejmě nejen o setrvačnosti oronym, ale také o jejich lepší výstižnosti.
V poslední době se však hlavně vlivem médií pojem Sudety pomalu vrací do české slovní zásoby. Po r. 1989 se používají obě terminologie - „krkonošsko-jesenická“ i „sudetská“.